# Admete harpovoluta
Admete harpovoluta là một loài ốc biển, là động vật thân mềm chân bụng sống ở biển trong họ Cancellariidae.